# Тля (роман)
«Тля» — роман-памфлет русского советского писателя Ивана Шевцова.

## История создания
«Тля» — наиболее резонансный текст Шевцова — был, по словам автора, написан в 1949 году, но тогда опубликовать его не удалось. В 1964 году этот «роман-памфлет» вышел в свет в издательстве «Советская Россия». В издании «Soviet and East European Abstracts Series» сказано, что роман «Тля» «вызвал литературный скандал в Москве ввиду грубых нападок автора на мир искусства».

В начале 50-х годов я предложил роман издательству «Молодая гвардия» и нашел там поддержку. Со мной заключили договор, и рукопись романа была отправлена в набор. … Одновременно роман был принят в ленинградском журнале «Нева». Но неожиданно, как это нередко случалось, идеологический ветер подул в другую сторону. Рукопись романа возвратили автору «до лучших времен», в наступление которых я не очень верил и положил роман в свой архив, где он и пролежал 12 лет. …Неожиданно сверкнули «лучшие времена»: Хрущев в центральном выставочном зале «Манеж» произвел разнос художников-модернистов. Вечером мне позвонил Вучетич и приподнятым голосом сообщил «грандиозную новость»: о выступлении Хрущева в «Манеже».
— Подробности лично! — возбужденно сказал он. — У меня сейчас Герасимов, Лактионов и другие товарищи, мы только что из «Манежа». Немедленно приезжай. У тебя же есть роман о художниках. Сейчас он ко времени.
У меня в это время была высокая гриппозная температура, и поехать я не мог, но напоминание о «Тле» принял к сведению. Извлек из архива рукопись, быстро написал эпилог и дня через три с рукописью зашел к директору издательства «Советская Россия» Е. Петрову, который слушал речь Хрущева в «Манеже», и попросил его лично прочитать роман. На другой день мне позвонил Петров, сказал, что роман прочитал и пригласил приехать заключить договор.
— Иван Шевцов. Предисловие ко второму изданию романа «Тля»
В то же время отмечается, что роман содержит отсылки к событиям, произошедшим после 1949 г. (статья В. Померанцева «Об искренности в литературе» (1953), повесть И. Эренбурга «Оттепель» (1954), выборы на съезд Союза художников (1956) и т. д.) и, скорее всего, был завершён не ранее 1957 г.
В первом издании роман был опубликован с хвалебным предисловием за подписью А. Лактионова, однако вскоре после этого Лактионов заявил, что предисловие было написано самим Шевцовым, а он подписал его, не читая романа и доверившись автору, о чём теперь сожалеет.
Роман написан достаточно своеобразным языком, однако в целом дает достаточно полное представление о кулуарной жизни столичной художественной тусовки того времени, то есть ценен скорее как публицистика, как документ эпохи, а не как полноценное художественное произведение. По стилистике изложения можно было бы смело отнести его к производственным романам, если бы только там было производство. Но основная его тема — сплетни, интриги, страсти по поводу рецензий, отзывов в книге посещения выставок, субъективные оценки выведенных под псевдонимами личностей, «компромат» (изданная тиражом 500 экземпляров неудачная ранняя автобиография художника Барселонского, которые стремились выкупить его поклонники), бракоразводные истории, обличение некомпетентных журнальных критиков и прочее подобное. Неудивительно, что всем этим роман взволновал и привлек к себе повышенное внимание прогрессивной художественной интеллигенции, получившей от его автора собирательный эпитет «тля» в добавление к тому, что о ней сказал Хрущев.
Роман «Тля» стал своего рода поворотной вехой в биографии Шевцова. Вскоре он был уволен из журнала «Москва», и его карьера журналиста (но не литератора) на этом завершилась.
В советское время «Тля» не переиздавалась. После распада СССР вышли два издания: в 2000 (издательство «Голос», ISBN 5-7117-0211-4) и 2014 г. (с подзаголовком «Антисионистский роман»; издательство «Институт русской цивилизации», ISBN 978-5-4261-0118-0). В переизданиях был также опубликован пролог, исключённый из первого издания редактором.

## Сюжет
Основа сюжета — идейное противостояние художников-патриотов и соцреалистов, наследников традиций передвижников — Владимира Машкова, Петра Еременко, Павла Окунева, Карена Вартаняна, Михаила Камышева (прототип — А. М. Герасимов), скульптора Якова Канцеля — «вненациональному», космополитичному «искусству ради искусства», всевозможным новациям и заимствованиям у Запада, пропагандируемым небольшой, но влиятельной группировкой эстетов и формалистов, возглавляемой художником Львом Барселонским (прототип — Илья Эренбург) и искусствоведом Осипом Ивановым-Петренко (прототип — О. М. Бескин), которой покровительствует чиновник из Министерства культуры Варягов. Используя свои возможности, эта группировка замалчивает или поливает в печати грязью творчество соцреалистов, распространяет о них клеветнические слухи, не допускает их работы на выставки и т. п. Одновременно они продвигают работы бездарных художников, пишущих в «новой», «прогрессивной» манере, однако народ, простые зрители, не понимает и не принимает творчество эстетов. Иванову-Петренко и Барселонскому удаётся привлечь на свою сторону талантливого художника Николая Пчёлкина. Пчёлкин понимает сущность «салона» Иванова-Петренко, но предпочитает не конфликтовать с ним, находясь под влиянием своей жены и соблазнившись перспективами славы и карьерного роста. Под влияние эстетов попадает и возлюбленная Машкова искусствовед Людмила Лебедева, увлёкшаяся художником-«новатором» Борисом Юлиным, но в конце концов ей удаётся преодолеть свои заблуждения; она расстаётся с Юлиным и выходит замуж за Машкова. Роман завершается торжеством положительных персонажей по поводу «полного разгрома формалистов и абстракционистов» руководителями партии и правительства: концовка приурочена к скандальным событиям вокруг посещения Никитой Хрущевым художественной выставки.

## Оценки
Реакция критики на публикацию «Тли» была отрицательной. Отмечается, что из примерно двадцати рецензий не было ни одной положительной или хотя бы нейтральной.
Андрей Синявский в рецензии «Памфлет или пасквиль?», опубликованной в «Новом мире» вскоре после выхода в свет романа, отмечал, что борясь с людьми, по мнению автора, очерняющими действительность, Шевцов сам выступил в роли очернителя: в его романе дельцы и проходимцы представляют собой всесильную организацию, управляющую художественной жизнью страны, бороться с которой очень трудно. Они ведут роскошный образ жизни, тогда как художники-реалисты почти нищенствуют. Синявский также отмечал атмосферу всеобщей подозрительности, «шпиономании», сведение эстетических, художественных дискуссий к боевым операциям. Уровень же представлений Шевцова об искусстве и эстетике с точки зрения Синявского был очень невысоким.
В Краткой литературной энциклопедии роман Шевцова «Тля» упоминается в статье «Пасквиль». Согласно КЛЭ, «Тля», где «представители советской художественной интеллигенции подверглись обвинению в аморализме, подлогах, плагиате и т. п.», встретила — как и другие попытки создания литературных пасквилей — «возражения советской общественности и печати». Александр Яковлев в повлекшей большие последствия статье «Против антиисторизма» (1972), говоря о неприемлемости «нигилистического отношения к интеллигенции» (которое, по Яковлеву, основано на неправильном понимании социалистического прогресса), упомянул «истерические писания» Ивана Шевцова.
Ицхак Брудный, израильский историк и политолог, упоминает «Тлю» и характеризует её как «оголтело антиинтеллектуальный сталинистский роман» (англ. rabidly anti-intellectual, Stalinist novel). Согласно воспоминаниям самого Шевцова, положительно отозвался о «Тле» помощник Л. И. Брежнева Виктор Голиков в 1970 году: «проблемы в „Тле“ подняты наболевшие, и о них надо говорить во весь голос».

### Антисемитизм
Роман «Тля» как сторонниками, так и противниками взглядов Шевцова часто характеризуется как антисионистский или антисемитский. Так, Л. Шевцова в предисловии к изданию 2014 г. (в котором к названию добавлены слова «Антисионистский роман») пишет, что «впервые в советской литературе появилась книга о подрывной деятельности идеологического подполья космополитов и сионистов»; по её словам, после публикации книги радиостанции «Голос Америки» и «Голос Израиля» сообщили об издании в СССР антисемитского романа, хотя в книге ни разу не встречаются слова «сионизм» или «еврей». По утверждению Шевцовой, 2000 экземпляров романа были сожжены во дворе Московской синагоги. Об этом же писал и сам Шевцов в предисловии ко второму изданию: «Острые споры и дискуссии происходили на фоне развернувшейся в конце 40-х годов борьбой с космополитами, то есть сионистами…». Критика, которой роман подвергся в советской печати, была охарактеризована им как сионистская:

Когда роман появился в продаже, первыми загалдели зарубежные голоса: «Голос Израиля», «Голос Америки» и прочие. Это послужило сигналом для советской печати, значительная часть которой находилась под влиянием сионистов. Создавалось впечатление, что кто-то влиятельный подал команду: «Ату его!..» И критики начали стрельбу «на поражение», притом целились не столько в роман, сколько в автора с циничными, разнузданными оскорблениями. Обвинения были типичными для сионистской критики: роман выносился за пределы литературы, как сочинение нехудожественное, идеологически вредное; попытка поссорить интеллигенцию с народом, словно творческая интеллигенция не входит в состав народа. Один из апостолов сионизма Илья Эренбург специально заявился в стенах Литературного института им. Горького и выступил перед студентами с истеричной речью. Брызжа ядовитой слюной, он вопрошал: «Могу себе представить, что о нас подумает рядовой рабочий, прочитав этот опус?!»
— Иван Шевцов. Предисловие ко второму изданию романа «Тля»
При этом с целью избежать обвинений в антисемитизме автор ввёл в роман второстепенного положительного персонажа-еврея (скульптор Яков Канцель)
По мнению Н. Митрохина, в «Тле» нашли отражение несколько легенд, выработанных русскими националистами в 30-50-е годы XX века:
- Легенда о «кремлёвских жёнах» (согласно ей, сионисты проводят свою политику через еврейских жён высокопоставленных политических деятелей): Николай Пчёлкин женился на соблазнившей его брюнетке Линочке, с которой его познакомил Иванов-Петренко, и попал под её влияние. Другой стороной этой легенды была тема соперничества русского (Машкова) и еврея (Юлина) за русскую женщину (Лебедеву).
- Легенда о «ташкентском фронте» (в годы Великой Отечественной войны евреи якобы отсиживались в тылу, тогда как представители других народов воевали): подчёркивается, что некоторые отрицательные персонажи (Юлин, критик Винокуров) во время войны находились в Средней Азии[13].